# La Champenoise
La Champenoise is een gemeente in het Franse departement Indre (regio Centre-Val de Loire) en telt 293 inwoners (2005). De plaats maakt deel uit van het arrondissement Issoudun.

## Geografie
De oppervlakte van La Champenoise bedraagt 43,5 km², de bevolkingsdichtheid is 6,7 inwoners per km².
De onderstaande kaart toont de ligging van La Champenoise met de belangrijkste infrastructuur en aangrenzende gemeenten.

## Demografie
Onderstaande figuur toont het verloop van het inwonertal (bron: INSEE-tellingen).